# استان تارما
استان تارما (به اسپانیایی: Provincia de Tarma) یک استان در پرو است که در منطقه خونین واقع شده‌است. استان تارما ۲٬۷۴۹٫۱۶ کیلومتر مربع مساحت و ۸۹٬۵۹۰ نفر جمعیت دارد و ۳٬۰۵۳ متر بالاتر از سطح دریا واقع شده‌است.